# Josip Bedeković Komorski
Josip Bedeković Komorski (?, 1688. − Remete kod Zagreba, 7. ožujka 1760.), hrvatski rimokatolički svećenik iz reda pavlina, bogoslov i povjesničar. Djelovao je u samostanu sv. Jelene kod Čakovca. Član je stare hrvatske plemićke obitelji Bedekovića Komorskih.
Osim vjerskim, bavio se je obrazovnim, znanstvenim, književnim i umjetničkim radom. Među pavlinima Josip Bedeković je najpoznatiji uz Ivana Rangera i Ivana Belostenca. 
Napisao je knjigu Natale solum magni ecclesiae doctoris sancti Hieronymi in ruderibus Stridonis occultatum, u kojoj govori da je sveti Jeronim, za kojeg se zna da je rođen u mjestu latinskog naziva Stridon, zapravo rođen u Štrigovi, na sjeverozapadu Međimurja.
Obnovio je crkvu sv. Jelene u ondašnjem naselju Svetoj Jeleni kraj Čakovca i sagradio crkvu sv. Jeronima u Štrigovi, koja je građena od 1738. do 1749., a usporedno s njom i pavlinski samostan.